# みんなおぼえてる/ブルー・アイズ
『みんなおぼえてる/ブルー・アイズ』は、柳原幼一郎の1作目のシングル。1995年1月25日にイーストワールドより発売された。

## 解説
1990年にたまのメンバーとしてデビューした柳原のソロデビューシングルで、翌月に発売されたソロ1stアルバム『ドライブ・スルー・アメリカ』からの先行シングル。
プロデューサーに萩原健太を迎えている。
公式では両A面扱いとなっているが、オリコンにおいては、「みんなおぼえてる」の単独A面扱いとなっている。
2曲とも『ドライブ・スルー・アメリカ』に収録された。
現在は廃盤となっている。

## 収録曲
全曲 作詞・作曲：柳原幼一郎 / 編曲：萩原健太
1. みんなおぼえてる（5:12）
曲名は1982年に公開された『ガープの世界』の登場人物のセリフから付けられたとのこと。仮タイトルは「柳原幼一郎のあぁ人生」。
2021年に発売されたアルバム『GOOD DAYS』には、ピアノによる弾き語りバージョンが収録された[4]。
2. ブルー・アイズ（3:55）
曲先で書かれた楽曲。
2015年にデビュー25周年を記念して発売されたベスト・アルバム『もっけの幸い』には、権利上の問題から収録されていないが、「レーベルの垣根がなかったら『ブルー・アイズ』や『きみを気にしてる』を入れるくらいしてたんじゃないかな。」とコメントしている[5]。
3. みんなおぼえてる (オリジナル・カラオケ)

## 参加ミュージシャン
※出典
- 柳原幼一郎：歌, ピアノ, アコーディオン（＃2）, 足ぶみオルガン・ハーモニカ（＃1）, 生ギター（＃1）, コーラス
- 稲葉政裕：エレキ・ギター, 生ギター（＃1）, コーラス（＃1）
- 澤田浩史：ベース, コーラス（＃1）
- ゲン太：ドラム, パーカッション, コーラス（＃1）
- 萩原健太：生ギター
- 真城めぐみ：コーラス（＃2）

## 収録アルバム
みんなおぼえてる
- ドライブ・スルー・アメリカ
- GOOD DAYS（ピアノ弾き語りバージョン）

ブルー・アイズ
- ドライブ・スルー・アメリカ